# Seo Jee-won
Seo Jee-won (* 13. April 1994 in Seoul) ist eine ehemalige südkoreanische Freestyle-Skierin. Sie startete in den Buckelpisten-Disziplinen Moguls und Dual Moguls.

## Werdegang
Seo startete international erstmals bei den Freestyle-Skiing-Weltmeisterschaften 2011 in Deer Valley. Dort belegte sie den 22. Platz im Dual Moguls und den 19. Rang im Moguls-Wettbewerb. Ihr Debüt im Freestyle-Skiing-Weltcup hatte sie im Februar 2012 in Beida Lake, welches sie auf dem 27. Platz im Moguls beendete. Bei den Juniorenweltmeisterschaften 2012 in Chiesa in Valmalenco errang sie den 23. Platz im Dual Moguls. Im folgenden Jahr kam sie bei den Freestyle-Skiing-Weltmeisterschaften 2013 in Voss auf den 28. Platz im Moguls und auf den 22. Rang im Dual Moguls. Im Februar 2014 belegte sie bei den Olympischen Winterspielen in Sotschi den 23. Platz im Moguls-Wettbewerb. Im folgenden Monat wurde sie bei den Juniorenweltmeisterschaften Siebte im Dual Moguls und Sechste im Moguls. In der Saison 2014/15 erreichte sie in Deer Valley mit dem sechsten Platz im Dual Moguls ihre einzige Top-Zehn-Platzierung im Weltcup. Bei den Freestyle-Skiing-Weltmeisterschaften 2015 am Kreischberg gelang ihr der 19. Platz im Moguls und der 14. Rang im Dual Moguls. Im Februar 2015 holte sie bei der Winter-Universiade 2015 in Sierra Nevada die Bronzemedaille im Moguls-Wettbewerb. Im folgenden Monat wurde sie südkoreanische Meisterin im Moguls. In den folgenden Jahren errang sie bei den Freestyle-Skiing-Weltmeisterschaften 2017 in Sierra Nevada den 22. Platz im Moguls sowie den vierten Platz im Dual Moguls, bei den Winter-Asienspielen 2017 in Sapporo jeweils den neunten Platz im Moguls sowie im Dual Moguls und bei den Olympischen Winterspielen 2018 in Pyeongchang den 24. Platz im Moguls. In der Saison 2018/19 wurde sie bei der Winter-Universiade 2019 in Krasnojarsk Neunte im Dual Moguls sowie Vierte im Moguls und belegte bei den Weltmeisterschaften 2019 in Deer Valley den 24. Platz im Moguls. Dort absolvierte sie im Februar 2020 ihren 64. und damit letzten Weltcup, welchen sie auf dem 29. Platz im Dual Moguls beendete. Im selben Monat siegte sie erneut bei den südkoreanischen Meisterschaften im Moguls.

## Teilnahmen an Weltmeisterschaften und Olympischen Winterspielen

### Olympische Spiele
- Sotschi 2014: 23. Platz Moguls
- Pyeongchang 2018: 24. Platz Moguls

### Weltmeisterschaften
- Deer Valley 2011: 19. Platz Moguls, 22. Platz Dual Moguls
- Voss 2013: 22. Platz Dual Moguls, 28. Platz Moguls
- Kreischberg 2015: 14. Platz Dual Moguls, 19. Platz Moguls
- Sierra Nevada 2017: 4. Platz Dual Moguls, 22. Platz Moguls
- Deer Valley 2019: 24. Platz Moguls

## Weltcup-Gesamtplatzierungen
| Saison  | Gesamt | Gesamt | Moguls | Moguls |
| Saison  | Punkte | Platz  | Punkte | Platz  |
| ------- | ------ | ------ | ------ | ------ |
| 2011/12 | 0      | 185.   | 6      | 52.    |
| 2012/13 | 2      | 191.   | 25     | 40.    |
| 2013/14 | 4      | 165.   | 47     | 33.    |
| 2014/15 | 11,22  | 80.    | 101    | 23.    |
| 2015/16 | 11,75  | 90.    | 94     | 21.    |
| 2016/17 | 3,82   | 154.   | 42     | 32.    |
| 2017/18 | 1,9    | 186.   | 19     | 39.    |
| 2018/19 | 1,44   | 177.   | 13     | 44.    |
| 2019/20 | 5,3    | 129.   | 28     | 53.    |